# Bird Dance Beat/A-Bone
Bird Dance Beat/A-Bone è il secondo singolo dei The Trashmen, pubblicato negli USA nel 1964.

## Storia
Venne pubblicato nel gennaio 1964 dalla Garrett Records entrando poco dopo in classifica. Entrò in classifica Billboard Hot 100 l'8 febbraio 1964 permanendovi per 7 settimane, raggiungendo la 30 posizione. Venne pubblicato anche in altre nazioni da diverse case discografiche con diverse copertine.

## Brani
- Il brano Bird Dance Beat venne scritto da George Garrett che, durante gli anni cinquanta e sessanta, era un riparatore di TV e Radio che divenne poi produttore discografico, proprietario di uno studio di registrazione, il "Nic-O-Lake Recording Studio", nel seminterrato del suo negozio di dischi[9][10] con una propria etichetta discografica fondata nel 1963 e attiva fino al 1965[11].
- Il brano nel lato B, A-Bone, era invece una composizione di Larry LaPole.[12][13][14]

## Tracce
Lato A
1. Bird Dance Beat – 2:10 (George Garrett)

Lato B
1. A-Bone – 2:05 (Larry LaPole)

## Formazione
- Dal Winslow - voce, chitarra
- Tony Andreason - chitarra
- Bob Reed - basso
- Steve Wahrer - voce, batteria